# FHTML
FHTML (Fluid тексту Hyper Markup Language), або FluidHtml є інтерпретованою мовою розмітки, що працює у Adobe Flash. Багатофункціональні інтернет-додатки є глобально популярними, але більшістю з них не легко навчитися і вони створюють сторінки, які не піддаються Пошуковій оптимізації; FHTML був створений для вирішення цих проблем. FHTML може використовуватися з серверним веб технологіями, такими як Java, .NET Framework і PHP, і включає в себе рушій, який є більш гнучким, ніж  CSS. FHTML підтримується всіма основними браузерами, і дозволяє веб-розробникам створювати веб функціональним за допомогою простого HTML-подібного коду.

## Переваги
FHTML є простим у використанні та пошуковій оптимізації, і не повинний бути скомпільований як Flex, Silverlight і Flash. Сайти можуть використовувати технологію безкоштовно і без підтримки. FHTML працює на 95% браузерів без додаткових плагінів. Він підтримує 3D комп'ютерної анімації. NET, Python, Java, PHP, і Ruby розробники можуть написати все FHTML мовою оригіналу.

## Критика
Пошукові системи такі як, Google і Yahoo поступово стають більш досвідченими при індексуванні змісту флеш-файлів. І тому багато людей думають що FHTML скоро стане не потрібним.

## Приклад
Аукціон Sotheby `s використовує FHTML для каталогу своєї мережі роздрібної торгівлі.